# Błędki
Błędki, wieloszczety wędrujące, wieloszczety pełzające, wieloszczety wolno żyjące (Errantia, syn. Aciculata) – takson pierścienic z gromady wieloszczetów, zwykle wyodrębniany w randze podgromady lub nadrzędu. Obejmuje formy o parapodiach zaopatrzonych w acikule. Zwierzęta morskie, rzadziej słodkowodne, wolno żyjące lub osiadłe, pływające w toni wodnej lub bytujące na dnie.

## Morfologia
Wieloszczety te mają dobrze wyodrębnione prostomium, choć może ono być z zewnątrz otoczone lub zamknięte przez przednie segmenty ciała. Prostomium wyposażone jest w przydatki w postaci zwykle położonych brzusznie głaszczków i przynajmniej jednej pary czułków. W tyle prostomium leży para narządów nuchalnych. Perystom często zaopatrzone jest w cirrusy okołogębowe (wąsy przyustne). Umięśniona gardziel ma zdolność wywracania się na zewnątrz i może być zaopatrzona w jedną lub dwie pary szczęk. Większość segmentów ciała wyposażona jest w nefrydia i celomodukty. Parapodia mogą być dwugałęziste lub wskutek zaniku gałęzi grzbietowej (notopodium) jednogałęziste, ale zwykle mają oba cirrusy – grzbietowy i brzuszny. Charakterystyczna dla grupy jest obecność w parapodiach acikul – grubych, zmodyfikowanych szczecin służących za ich szkielet osiowy.

## Biologia i ekologia
Zwierzęta te zamieszkują wody słone, słonawe i słodkie. Bytują w interstycjale, strefach pływów, sublitoralu, pelagialu, bentalu, abisalu i hadalu. Wbrew polskim nazwom zwyczajowym do grupy tej należą obok form wolno żyjących, także gatunki osiadłe, budujące rurki o formie śluzowej lub błoniastej. Strategie pokarmowe również są w tej grupie różnorodne. Spotyka się wśród nich drapieżnictwo, wszystkożerność, roślinożerność, padlinożerność, detrytusożerność, komensalizm i pasożytnictwo.
Wśród błędków występują różne formy rozrodu bezpłciowego i płciowego. W przypadku tego pierwszego spotyka się np. fragmentację architomiczną. W przypadku tego drugiego spotyka się m.in. epitokię w postaci epigamii lub schizogamii. Łączenie gamet odbywać może się w toni wodnej lub też nasienie przekazywane może być bezpośrednio samicy w drodze pseudokopulacji lub kopulacji. Typowo w rozwoju występuje planktonowa larwa zwana trochoforą, ale u wielu gatunków faza planktonowa jest skrócona lub brak jej w ogóle dzięki wykazywaniu troski o potomstwo. U części Syllidae jaja rozwijają się w komorach lęgowych na ciele, a u niektórych Polynoidae zarodki noszone są pod okrywami. Wreszcie u części gatunków rozwinęła się żyworodność, a rolę macicy pełnić mogą celoma lub rozszerzone nefrydia.

## Taksonomia
Takson ten wprowadzili w 1832 roku Jean Victoire Audouin i Henri Milne-Edwards pod nazwą „Annélides errantes”. Większość autorów wyróżnia go w randze podgromady w obrębie wieloszczetów, aczkolwiek dawniej miewał też rangę rzędu. Tradycyjnie błędki przeciwstawiane są podgromadzie osiadków czyli wieloszczetów osiadłych, jednak wyniki współczesne analiz filogenetycznych przeczą monofiletyzmowi tychże.
W 1997 roku Greg W. Rouse i Kristian Fauchald na podstawie analiz kladystycznych wprowadzili inny podział wieloszczetów, wyróżniając w ich obrębie klady Scolecida i Palpata, ten drugi dzieląc na klady Canalipalpata i Aciculata. Scolecida i Palpata nadano następnie rangi podgromad, a Canalipalpata i Aciculata rangi nadrzędów. Zakres Aciculata pokrywa się jednak mniej więcej z Errantia, stąd nazwę wprowadzoną przez Rouse’a i Fauchalda traktuje się jako synonim Errantia.
Najczęściej w obrębie błędków wyróżnia się 3 rzędy:
- Amphinomida
- Eunicida
- Phyllodocida

Jednakże taksony Errantia i Aciculata wciąż bywają rozmaicie definiowane przez różnych autorów na potrzeby prezentowanych przez nich kladogramów. Na przykład w pracy Parry’ego i innych z 2016 roku Errantia obejmują tylko Eunicida i Phyllodocida, zaś Aciculata obejmują oprócz Errantia także Amphinomida, Nerillidae i wymarłego Kenostrychus. Z kolei w pracach Strucka i innych z 2015 roku oraz Weigert i Bleidorna z 2016 roku to Aciculata zawężone są do Eunicida i Phyllodocida, zaś Errantia obejmują oprócz nich Protodriliformia i krążkokształtne.